# مدرسه کوکلداش (تاشکند)

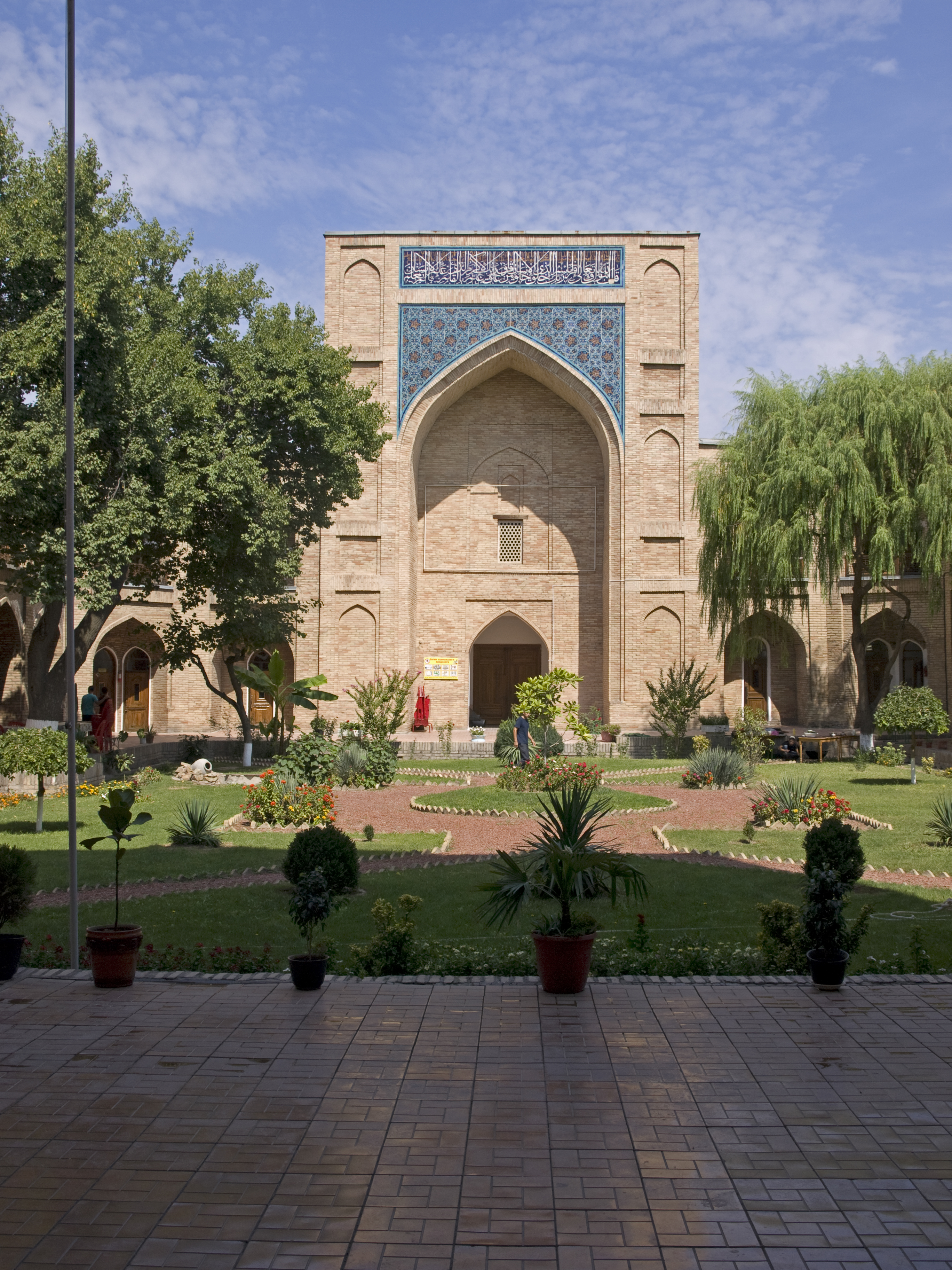
حیاط داخلی

مدرسه کوکلداش یک مدرسه اسلامی قرون وسطایی در تاشکند است که نزدیک به بازار چارسو و ایستگاه متروی چورسو قرار دارد. این بنا در حدود سال ۱۵۷۰ توسط فرمانروایان شیبانی ساخته شد.
این مدرسه از آجر زرد رنگی ساخته شده و دارای شکل سنتی مربع با سردری بزرگ و حیاط است. دیوارهای اطراف حیاط حاوی حجره‌هایی است که محل زندگی دانش‌آموزان بود. دروازه دارای ۲۰ متر ارتفاع و شامل دو برج در طرفین آن است.